# 25大道車站
25大道車站（英語：25th Avenue station）是紐約地鐵BMT西城線的一個慢車地鐵站，位於布魯克林25大道及86街交界，位於本森赫斯特、巴斯海灘及格雷夫森德交界，設有D線（任何時候停站）列車服務。

## 車站結構
| P 月台層 | 側式月台 | 側式月台                             |
| P 月台層 | 北行慢車 | ← 往諾伍德-205街 (海灣公園道)        |
| P 月台層 | 尖峰快車 | → 無定期服務                         |
| P 月台層 | 南行慢車 | → 往康尼島-斯提威爾大道 (海灣50街) → |
| P 月台層 | 側式月台 |                                      |
| M        | 夾層     | 閘機、出入口、MetroCard自動售票機    |
| G        | 街道層   | 出入口                               |

此高架車站在1916年12月19日開放，設有兩個側式月台和三條軌道，中央軌道並不使用。此車站設有四條樓梯前往街道，以及各月台一條樓梯前往夾層。

## 外部連結
- nycsubway.org—BMT West End Line: 25th Avenue
- Station Reporter — D Train
- 25th Avenue entrance from Google Maps Street View（页面存档备份，存于）
- Platforms from Google Maps Street View